# Wolffsches Gesetz
Das Wolffsche Gesetz (Wolff-Transformationsgesetz, engl. Wolff’s law, Original: Das Gesetz der Transformation der Knochen – 1892) wurde vom Berliner Anatom und Chirurgen Julius Wolff (1836–1902) im 19. Jahrhundert aufgestellt. Es besagt, dass der Knochen sich aufbaut und an Festigkeit und somit auch die Knochendichte zunimmt, wenn er belastet wird. Wird der Knochen hingegen nicht oder nur wenig belastet, baut er sich ab.
Wolff konnte mit seiner Forschung zeigen, dass der Knochen sich in seiner Form an die Funktion anpasst und bei dauerhafter Entlastung degeneriert. Bei der Untersuchung von Femurköpfen erkannte Wolff eine Ausrichtung der Knochentrabekel in Richtung der mechanischen Kräfte und benannte damit die mechanischen Kräfte als Ursache für die perfekte Architektur von Knochenstrukturen. Die Veränderung eines Knochens folgt demnach den auf den Knochen wirkenden Kräften und muss somit durch mathematische Gesetze beschreibbar sein.
Dieses Konzept wurde im Laufe der Zeit weiter verfeinert, beispielsweise von Wilhelm Roux oder Harold Frost in den 1960er Jahren, als er das Mechanostat-Theorem erstmals propagierte.
Eine wesentliche Rolle spielt hierbei die Mechanotransduktion; ein Prozess, in dem mechanische Signale in zelluläre Signale umgewandelt werden. Für die Knochenstruktur hängt die spezifische Wirkung ab von der Belastungsgröße, Dauer und zeitlichen Abfolge der mechanischen Stimulationen.